# EG (Zeitschrift)

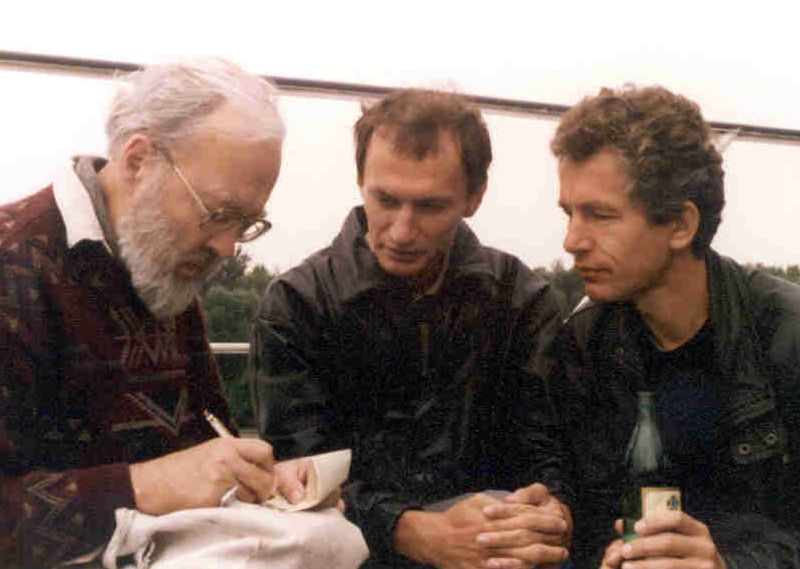
John Roycroft, Oleg Perwakow und Nikolai Griwa auf einem Schiffsausflug auf der Donau 1993 zur PCCC-Tagung in Bratislava

EG ist eine internationale Zeitschrift in englischer Sprache rund um die Schachstudie (vgl. auch Endspielstudie). Der Name EG steht sowohl für Endgame als auch für exempli gratia, was die Absicht bekunden soll, die besten zeitgenössischen Studien zu publizieren. Von Anfang an wurde in EG regelmäßig über neue durch das Computerschach gewonnene Erkenntnisse im Endspiel berichtet.

## Geschichte
Die Zeitschrift erscheint vierteljährlich seit Juli 1965. Ins Leben gerufen wurde sie als Quartalsblatt des am 19. März 1965 gegründeten Chess Endgame Study Circle, einer losen Vereinigung von Studienfreunden, durch John Roycroft, der gleichzeitig bis zu Ausgabe 102 Herausgeber war. Ab Ausgabe 103 liegt die Herausgabe in den Händen von ARVES mit John Roycroft als Chefredakteur.
In der ersten Ausgabe erklärte EG, dass eine komplette Sammlung über die Jahre den Platz der Studienbücher einnehmen werde. Ein bestimmtes Maß an analytischer Kompetenz sei jedoch aus Platzgründen von den Lesern nötig.
Kernstück von EG ist der Nachdruck sämtlicher Preisberichte von Studienturnieren (Kompositionswettbewerbe) in aller Welt. Darüber hinaus erscheinen regelmäßig Mitteilungen zu gefundenen Defekten früher publizierter Studien, Fachartikel, Informationen zu Studienkomponisten und Treffen, Buchbesprechungen, neue Erkenntnisse aus dem Bereich der Endspiel-Datenbanken.
Ab 2007 stellte die niederländische Schachstudienzeitschrift EBUR ihr Erscheinen ein, die Inhalte werden in EG weiter verfolgt.

## Besonderheiten
Zu den textuellen Besonderheiten von EG zählt bei Datumsangaben die Verwendung lateinischer statt arabischer Ziffern im Monatsnamen sowie die Verwendung der aus dem Deutschen entlehnten Abkürzung S für den Springer. Die Entscheidung dazu fiel, da das damals traditionell in England verwendete Kt für die englische Bezeichnung Knight zu viel Platz eingenommen hätte und K bereits durch den König belegt war. Es blieb die Wahl zwischen N und S. Roycroft entschied sich für S, da die Zeitschrift The Problemist der British Chess Problem Society diese Abkürzung verwendete. Der Weltschachbund FIDE verwendete in der FIDE Revue das N, das jedoch im Märchenschach für den Nachtreiter (englisch Nightrider) verwendet wird.
Ausgabe 65 vom Juli 1981 wurde in der Sowjetunion beschlagnahmt, da sie auf der Titelseite den Beginn eines Artikels des jüdischen Emigranten Alexander Herbstman enthält.